# Mestre de Frankfurt
El Mestre de Frankfurt fou un pintor actiu a Anvers entre el darrer quart del segle xv i el primer terç del xvi.
D'estil eclèctic, deu el seu nom a dos tríptics que va realitzar que es conserven a Frankfurt del Main. Al Museu Nacional d'Art de Catalunya es pot veure la seva obra Tríptic del Baptisme de Crist, realitzada entre 1500 i 1520 aproximadament.